# Liszije Gori-i járás

A Liszije Gori-i járás a Szaratovi területen

A Liszije Gori-i járás (oroszul: Лысогорский муниципальный район) Oroszország egyik járása a Szaratovi területen. Székhelye Liszije Gori.

## Népesség
- 1989-ben 20 797 lakosa volt.
- 2002-ben 21 260 lakosa volt.
- 2010-ben 19 948 lakosa volt, melyből 17 609 orosz, 444 ukrán, 210 örmény, 209 kazah, 202 azeri, 161 csuvas, 149 csecsen, 138 tatár, 99 német, 96 moldáv, 54 fehérorosz, 54 mari, 53 ezid stb.